# Charles David Soar
Charles David Soar (* 1853 in Upton, Essex, England; † 15. November 1939) war ein britischer Amateur-Zoologe und Bilderrahmer.
Von ihm und William Williamson stammt eine Monographie über Wassermilben (Hydracarina) bei der Ray Society. Als Zoologe war er Amateur. Hauptberuflich war er Bilderrahmer mit Werkstatt in Kensington.
Er war Fellow der Linnean Society of London.

## Schriften
- mit William Williamson: The British Hydracarina, 3 Bände, Ray Society 1925, 1927, 1929